# Исаковский сельский округ
 Иса́ковский се́льский окру́г (каз. Исаковка ауылдық округі) — административная единица в составе Зерендинского района Акмолинской области Республики Казахстан. Административный центр — село Исаковка.

## География
Сельский округ расположен на юге района, граничит:
- на востоке и юго-востоке с Бурабайским районом,
- на юге с Сандыктауским районом,
- на северо-западе с Викторовским сельским округом,
- на севере с Кызылегисским сельским округом.

## Население
| Численность населения | Численность населения | Численность населения |
| 1989                  | 1999                  | 2009                  |
| --------------------- | --------------------- | --------------------- |
| 1389                  | ↗1538                 | ↘955                  |

## Состав
В состав сельского округа входят 3 населённых пунктов.
| № | Населённый пункт | Тип населённого пункта       | Население, 1989 | Население, 1999 | Население, 2009 |
| - | ---------------- | ---------------------------- | --------------- | --------------- | --------------- |
| 1 | Исаковка         | село, административный центр | 798             | 889             | 610             |
| 2 | Костромаровка    | село                         | 431             | 446             | 287             |
| 3 | Уялы             | село                         | 160             | 203             | 58              |

## Экономика
Согласно отчёту акима сельского округа за 2020 год:
Сельское хозяйство представлено 12-тью хозяйствующими субъектами, из которых 1 имеет статус ТОО и 11 КХ.
Всего насчитывается по округу КРС — 799 головы, овец (МРС) — 1 547 головы, свиней — 119 голов, лошадей — 369 головы, птица — 2 279.
Ветеринарные работы проводятся в порядке и в зависимости от сезона.  
В округе работает 5 магазинов, которые предоставляют населению широкий ассортимент продовольственных и промышленных товаров. Имеют лицензию на торговлю винно-водочными изделиями 1 магазин. Ведется мониторинг цен на социально-значимые продукты.  
Всего по сельскому округу числится 11 крестьянских хозяйств, 1 ТОО и 16 ИП.

## Объекты округа
В округе функционирует 2 общеобразовательные школы (Исаковская средняя школа, Костромаровская основная школа), в которых обучаются более 100 учащихся. 
Округ имеет 1 сельский клуб, который расположен в селе Исаковка, где проводятся все культурно-массовые мероприятия.
По оказанию мед. помощи в округе занимаются 2 медпункта, где работают 3 медработника со средним специальным образованием.